# فينشينزو آماتو
فينشينزو آماتو (بالإيطالية: Vincenzo Amato)‏ هو نحات وممثل إيطالي، ولد في 30 مارس 1966 في إيطاليا.

## أعمال

### أفلام
- (2014) غير مكسور[4]

### مسلسلات
- ذا غود وايف

## وصلات خارجية
- فينشينزو آماتو على موقع IMDb (الإنجليزية)
- فينشينزو آماتو على موقع ألو سيني (الفرنسية)
- فينشينزو آماتو على موقع أول موفي (الإنجليزية)
- فينشينزو آماتو على موقع قاعدة بيانات الأفلام السويدية (السويدية)
- فينشينزو آماتو على موقع قاعدة بيانات الفيلم (الإنجليزية)
- فينشينزو آماتو على موقع ليتربوكسد (الإنجليزية)
- فينشينزو آماتو على موقع كينوبويسك (الروسية)